# Regija nacionalne prijestolnice
Regija nacionalne prijestolnice (engleski: National Capital Region, francuski: Région de la capitale nationale) je zajednički službeni savezni naziv za kanadski glavni grad Ottawu, susjedni grad Gatineau i okolno područje. Regija se također često naziva i Ottawa-Gatineau (raniji naziv: Ottawa-Hull) Ovo područje proteže se kroz dvije kanadske pokrajine: Ontario i Québec.
Ova regija skoro u potpunosti odgovara statističkom području Ottawa-Gatineau koje se koristi u kanadskom popisu stanovništva. Jedina razlika je što Regija nacionalne prijestolnice uključuje i neka naselja koja nisu obuhvaćena ovim statističkim područjem.
Važno je napomenuti da Regija nacionalne prijestolnice nije odvojen politički entitet unutar Kanade, premda Komisija nacionalne prijestolnice (National Capital Commission ili Commission de la capitale nationale) ima određene zasebne ovlasti. Postoje prijedlozi da se ova regija pretvori u zasebni politički entitet glavnog grada, kao što je npr. Kolumbijski distrikt u SAD-u, ili Teritorij australskog glavnog grada u Australiji.
Općine unutar ove regije kao službene jezike koriste engleski ili francuski, a u nekim dijelovima su oba ova jezika službena ili se često koriste.
Godine 2006., Komisija nacionalne prijestolnice završila je radove na Konfederacijskom bulevaru (Confederation Boulevard ili Boulevard de la Confédération) koji je cesta koja povezuje važne atrakcije s obje strane rijeke Ottawe u Regiji nacionalne prijestolnice.

## Gradovi i stanovništvo
Izvor: Kanadski popis stanovništva iz 2006. godine.
| Općina            | Stanovništvo |
| Ontario           | Ontario      |
| ----------------- | ------------ |
| Clarence-Rockland | 20 790       |
| Ottawa            | 812 129      |
| Canton de Russell | 13 883       |
| Québec            |              |
| Cantley           | 7926         |
| Chelsea           | 6703         |
| Denholm           | 604          |
| Gatineau          | 242 124      |
| La Pêche          | 7477         |
| L'Ange-Gardien    | 4348         |
| Pontiac           | 5238         |
| Val-des-Monts     | 9539         |

| Općina                   | Stanovništvo |
| Ontario                  | Ontario      |
| ------------------------ | ------------ |
| Alfred et Plantagenet    | 8654         |
| Arnprior                 | 7158         |
| Beckwith                 | 6387         |
| Carleton Place           | 9453         |
| Casselman                | 3294         |
| Mississippi Mills        | 11 734       |
| North Dundas             | 11 095       |
| North Grenville          | 14 198       |
| North Stormont           | 6769         |
| La Nation                | 10 643       |
| Québec                   |              |
| Lochaber                 | 456          |
| Lochaber-Partie-Ouest    | 477          |
| Low                      | 852          |
| Montebello               | 1039         |
| Notre-Dame-de-la-Salette | 706          |
| Papineauville            | 2247         |
| Plaisance                | 1004         |
| Thurso                   | 2436         |

## Vanjske poveznice
- (engl.)(fr.)National Capital Commission - Commission de la capitale nationale  Arhivirana inačica izvorne stranice od 3. travnja 2018. (Wayback Machine)